# India International 2016
Die India International 2016 im Badminton fanden vom 22. bis zum 27. November 2016 in Hyderabad statt.

## Sieger und Platzierte
| Disziplin    | Gold                                        | Silber                     | Bronze                        |
| ------------ | ------------------------------------------- | -------------------------- | ----------------------------- |
| Herreneinzel | Lakshya Sen                                 | Lee Zii Jia                | Cheam June Wei                |
| Herreneinzel | Lakshya Sen                                 | Lee Zii Jia                | Shreyansh Jaiswal             |
| Dameneinzel  | Rituparna Das                               | Ruthvika Shivani           | Sri Krishna Priya Kudaravalli |
| Dameneinzel  | Rituparna Das                               | Ruthvika Shivani           | Shruti Mundada                |
| Herrendoppel | Satwiksairaj Rankireddy Chirag Shetty       | Goh Sze Fei Nur Izzuddin   | Aaron Chia Tan Jinn Hwa       |
| Herrendoppel | Satwiksairaj Rankireddy Chirag Shetty       | Goh Sze Fei Nur Izzuddin   | M. R. Arjun Shlok Ramchandran |
| Damendoppel  | Goh Yea Ching Lim Chiew Sien                | Joyce Choong Lim Jee Lynn  | Mahima Aggarwal Shikha Gautam |
| Damendoppel  | Goh Yea Ching Lim Chiew Sien                | Joyce Choong Lim Jee Lynn  | Chin Kah Mun Yap Zhen         |
| Mixed        | Satwiksairaj Rankireddy Maneesha Kukkapalli | Low Hang Yee Cheah Yee See | Basheer Syed Sahithi Bandi    |
| Mixed        | Satwiksairaj Rankireddy Maneesha Kukkapalli | Low Hang Yee Cheah Yee See | Vighnesh Devlekar Kuhoo Garg  |